# Johann Heinrich Martens (Maler)
Johann Heinrich Martens, auch Johann Hinrich Martens (* 5. Juli 1815 in Hamburg; † 21. April 1843 in München), war ein deutscher Landschaftsmaler.

## Leben
Martens war zunächst Schüler von Siegfried Detlev Bendixen in Hamburg, dann der Kunstakademie Kopenhagen, die er von 1832 bis 1836 besuchte. 1835 reiste er mit seinen Malerfreunden Wilhelm Nicolai Marstrand, Johann Paul Mohr und Louis Gurlitt nach Norwegen in die Telemark-Region zum Wasserfall Rjukanfossen. Auch bereiste er die Niederlande, um sich der Marinemalerei zu widmen. Martens starb im Alter von 27 Jahren in München, das seit 1836 Ausgangspunkt für seine Exkursionen in bayerische und Tiroler Gebirgslandschaften gewesen war.